# 尼維斯 (明尼蘇達州)
尼維斯（英語：Nevis）是一個位於美國明尼蘇達州哈伯德縣的城市。

## 人口
根據2020年美國人口普查的數據，尼維斯的面積為2.62平方千米，當中陸地面積為2.40平方千米，而水域面積為0.22平方千米。當地共有人口377人，而人口密度為每平方千米144人。